# Бачин, Алексей Юрьевич
Алексе́й Ю́рьевич Ба́чин (род. 5 сентября 1962) — российский тренер по плаванию. Заслуженный тренер России.

## Биография
Алексей Бачин родился 5 сентября 1962 года. Долгое время был тренером детско-юношеской спортивной школы «Квант» в Обнинске Калужской области.
В 1991 году начал тренировать семилетнего Николая Скворцова и довёл его до Олимпийских игр в 2008 года в Пекине, после 4-го места на которых Скворцов ушёл от Бачина и начал тренироваться один.
Значительно позже Бачин принял у других обнинских тренеров, Людмилы Еремеевой и Леонида Еремеева, начинающего пловца Сергея Фесикова. В 2002 году отец Сергея Фесикова, Василий Фесиков, был приглашён на тренерскую работу в волейбольный клуб «Нефтяник», и тринадцатилетний пловец вместе с семьёй переехал в Ярославль. В Ярославле Сергей Фесиков продолжил тренироваться у тренера и директора СДЮШР-4 Сергея Дойниченкова. Позже родители вернулись в Обнинск, а Сергей Фесиков, как он выразился, «ушёл по юношеской дурости» от Дойниченкова и также вернулся в Обнинск к Бачину. Другим его тренером вместе с Бачиным в этот период был Сергей Загацкий. Показав на Олимпийских играх 2008 года в Пекине девятый результат, он, как и Николай Скворцов, ушёл от Бачина, но сделал это более резко и с публичными заявлениями. В отличие от Скворцова, Фесиков, на время вернувшийся к Дойниченкову, порвал с Обнинском и Калужской областью полностью и никогда больше за них не выступал.
Бачин, защищавший своих подопечных после пекинской Олимпиады, на последовавший публичный разрыв спортсменов с ним никак не ответил, но на четыре года прекратил тренерскую работу в Обнинске и фактически покинул Россию.
С 2008 года работал в ЮАР. По приглашению Игоря Омельченко вместе с ним тренировал южноафриканского пловца, олимпийского чемпиона 2004 года Роланда Скумана.
Вернулся в Обнинск в 2012 году в связи с открытием в городе дворца спорта «Олимп» с единственным в Калужской области 50-метровым бассейном и возглавил отделение плавания Обнинской детско-юношеской спортивной школы, созданной на базе нового дворца спорта. Сопроводил своё возвращение фразой «Теперь начнём с нуля».

### Семья
- Жена — Наталья Викторовна Бачина (урождённая Курочкина, р. 1961), советский и российский педагог, политический деятель. Директор обнинской школы № 16. Депутат Обнинского городского собрания шестого (2010—2015) созыва[9].Брат — Владимир Юрьевич Бачин, советский и российский тренер по плаванью.

## Известные ученики
- Андрей Николаев (р. 1992) — российский пловец, серебряный призёр чемпионата Европы (короткая вода; 2015; комплексная эстафета 4×50 м, микст).
- Николай Скворцов (р. 1984) — российский пловец. Чемпион Европы на короткой воде 200 м баттерфляй (2004, 2008, 2009), многократный призёр чемпионатов мира и Европы[1].
- Сергей Фесиков (р. 1989) — российский пловец. Чемпион Европы на короткой воде (2009, эстафета 4×50 м вольным стилем; 2011, 100 м вольным стилем), бронзовый призёр Олимпийских игр 2012 года в Лондоне, многократный призёр чемпионатов мира и Европы[1].

## Награды и звания
- Заслуженный тренер России
- Почётная грамота губернатора Калужской области (2007)[10]
- Лауреат конкурса «Человек года» (Обнинск) в номинации «Спорт» (2007)[11]

### Интервью
- Коротков Сергей. Aлекceй Бачин: «Heльзя на спopтсменa ставить клеймo!» // Неделя Обнинска. — 18 сентября 2008 года.
- Савкина Елена. Четыре Олимпиады Алексея Бачина // Журнал Е. — 17 марта 2014 года.

### Статьи
- Известного обнинского тренера опять обижают. Пловец Сергей Фесиков раскритиковал Алексея Бачина // Obninsk.Name. — 30 сентября 2009 года.
- Седов Борис. Hиколай Сквopцов: «Будy жить в poдном Oбнинскe!» // Вы и мы. — 29 января 2010 года.
- Алексей Юрьевич Бачин отмечает 50-летие! // Russwimming.ru. — 5 сентября 2012 года.
- Сорокин Александр. Золотые секунды (недоступная ссылка — история) // Знамя. — 29 мая 2013 года.